# Peugeot JetForce

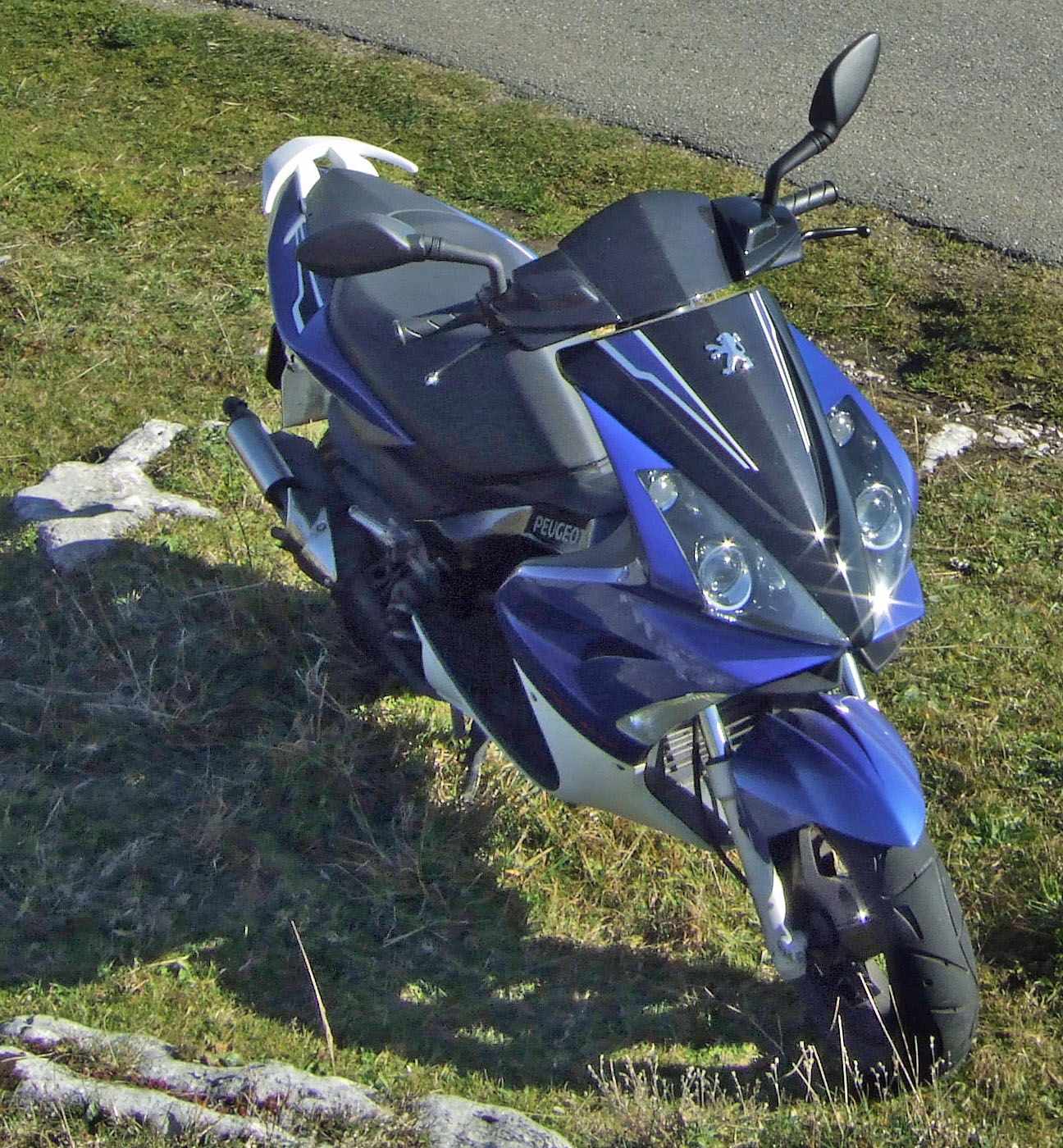
Peugeot JetForce C-Tech 50 ccm

De Peugeot JetForce is een scooter van Peugeot. De Jetforce is er in verschillende varianten, ze werden eerst geproduceerd met een injectiemotor (zonder carburateur), maar wordt tegenwoordig ook in een versie gemaakt mét carburateur, die de C-Tech wordt genoemd. Van deze modellen zijn er verschillende varianten en kleurstellingen te koop. Tevens is de Jetforce in een 125cc motoruitvoering te verkrijgen, welke grotendeels dezelfde onderdelen deelt met de bromfiets variant. Er is ook een 125cc compressorversie beschikbaar, dit was een van de eerste, zo niet dé eerste scooter met een compressor. 
De modellen met een compressor zijn beschikbaar in 11kW (~14,7 PK), wat deze variant geschikt maakt voor het A1 rijbewijs. Daarnaast is er een krachtigere 15kW (~20 PK) uitvoering, welke ondanks de 125cc cilinderinhoud voor Europese wetgeving formeel toch in de A2 categorie valt. (voor A1 is maximaal 11kW toegestaan) Deze laatste variant is daardoor vaak een minder populaire keuze, omdat A2 al weer een maximaal vermogen van 35kW toelaat, en daarom elders vaak krachtigere motorscooters en motoren voor het A2 rijbewijs te vinden zijn.
Door de compressor raakt de eigenaar wel het nut van de buddybak kwijt, deze is dan opgeofferd voor de techniek achter de compressor.
Het frame van een Jetforce is anders dan een standaard scooterframe; zo zit de tank tussen de benen en de schokdemper zit niet achteraan, maar in het midden. Dit levert een zeer goede wegligging op, en het geeft de scooter zijn unieke uiterlijk. 
De Peugeot JetForce is een concurrent van de Aerox R van Yamaha. Voor de JetForce komen steeds meer onderdelen te koop. Optische onderdelen zijn er moeilijk voor te krijgen. Op de injectiereeks staat geen kickstarter. Het horizontale blok van de Jetforce blijkt er een te zijn van hoge kwaliteit. Snelheden van 90km/u op de GPS zijn niet ongewoon ; dit met standaard cilinder en aangepaste (terugloop) uitlaat. Ditzelfde blok is ook terug te vinden onder de Speedfight 3 en Ludix scooters. (Voor de Ludix is er ook een luchtgekoelde 'AC' variant van het blok) Onderdelen voor dit type motorblok zijn goed te verkrijgen. 